# کولغان تومان غلام حسن
کولغان تومان غلام حسن، روستایی در دهستان دهنو بخش قلعه قاضی شهرستان بندرعباس در استان هرمزگان ایران است.
روستای تومان غلام حسن در ۳۵ کیلومتری شرق بندرعباس قرار دارد، این روستا با قدمت ۴۰۰ ساله از قدیمترین روستاهای اطراف بندرعباس میباشد، شغل اکثر مردم این روستا صیادی و دامداری شتر می باشد که به دلیل قرارگیری روستا در دشت کولغان بستر مناسبی برای پرورش شتر می باشد، این روستا بسیار محروم می باشد و حتی راه دسترسی آسفالت ندارد، با توجه به پیگیری های فراوان بخشداری محترم بخش قلعه قاضی جناب مهندس زاجکانی، در جهت آبادانی روستا و همچنین ترغیب بومیان برای سکونت در روستا، امید است راه دسترسی روستاییان به جاده اصلی که حدود ۱۱ کیلومتر می باشد و همچنین راه دسترسی روستاییان به پارکینگ قایقها و اسکله قدیمی روستا زیر سازی و آسفالت شود.
مساحت این روستا حدود ۱۲۰ هکتار می باشد، که در ضلع جنوب به محاصره سه سایت پرورش میگو در آمده است، که در دست صاحبان سرمایه می باشد و به مساحت حدودی ۲۵۰۰ هکتار از دشت های کولغان که روزگاری نه چندان دور چراگاه شترها و مکانی برای امرار معاش ساربانها بوده است محصور شده است، لازم به ذکر است طرحهای شتابزده اینچنینی که هیچ منفعتی برای بومیان و ساکنان اولیه آن منطقه نداشته است نه تنها دردی از مردم دوا نکرده بلکه محیط زیست و چراگاه اولیه و شغل اصلی مردمان آن منطقه را رو به نابودی کشانده است و همچنین خطر انقراض و از دست دادن پتانسیل قوی دامداری شتر و انقراض شتر دوکوهان در این خطه پر رنگ تر از هر زمان دیگری نمود پیدا کرده است، با توجه به زیباییها و بکر بودن منطقه به جای خیرات کردن زمینهایی که وجب به وجب آن ارزش سرمایه گذاری و توسعه در جهت رفاه مردم و همچنین گردشگری را دارد، نهایت بی خردی است که اینچنین با سرمایه های ملی و مردمی رفتار شود.

## جمعیت
بر پایه سرشماری عمومی نفوس و مسکن در سال ۱۳۹۵، جمعیت این روستا برابر با ۵۰ نفر (۱۶ خانوار) بوده‌است.